# ادوکرو
ادوکرو (به لاتین: Adoukro) یک منطقهٔ مسکونی در ساحل عاج است که در Zanzan واقع شده‌است.